# Marizete Scheer
Marizete Sheer é uma jogadora brasileira de boliche. Foi uma das representantes do país nos Jogos Pan-americanos de 2011, em Guadalajara, no México.